# Duinknikker
Duinknikker (Pyrenula chlorospila) is een korstmossoort behorend tot de familie Pyrenulaceae. De fotobiont is Trentepohlia. Hij komt vaak voor op gladde boomschors, met name essen (Fraxinus)

## Determinatie
Duinknikker is een korstvormig korstmos met een verzonken thallus. De kleur is soms glanzend, olijfgroen tot groenachtig oker als het vochtig is, lichtbruin tot reebruin als het droog is. Het thallus is minutieus bezaaid met pseudocyphellen, 50–100 µm, zichtbaar als kleine witte stippen. De peritheciën zijn talrijk aanwezig en meten 0,2–0,4 mm in diameter (niet groter dan 0,5 mm).
Het heeft de volgende kleurreacties: K+ (geel), C-, P+/- (licht geel), UV +/- (wittig).
De sporen zijn ellipsoïde, drievoudig gesepteerd, min of meer ruitvormig per cel en meten (25–)28–32(–35) × (9–)11–13(–14) µm.

## Verspreiding
Duinknikker kent een kosmopolitische verspreiding. In Nederland is de soort zeer zeldzaam en staat op de Nederlandse Rode Lijst in de categorie 'ernstig bedreigd'.